# Celeste Yarnall
Celeste Yarnall (ur. 26 lipca 1944 w Long Beach, zm. 7 października 2018 w Westlake Village) – amerykańska aktorka. 
Rozpoczęła karierę w telewizji, zanim przeniosła się na duży ekran. Zmarła 7 października 2018 roku na raka otrzewnej. 

## Filmografia
- 1963: Zwariowany profesor
- 1963: Pod drzewem Yum Yum
- 1966: Dookoła świata pod wodą
- 1968: Żyj trochę, kochaj trochę
- 1968: Eve
- 1969: Bob & Carol & Ted & Alice
- 1971: The Velvet Vampire
- 1971: Bestia krwi
- 1972: Mechanik
- 1973: Skorpion
- 1987: Śmiercionośna ślicznotka
- 1990: Miłość to nie żart
- 1991: Odlotowy trabant
- 1993: Urodzeni wczoraj
- 1993: Pocałunek o północy

## Telewizja
- 1959: Bonanza
- 1962: Przygody Ozzie i Harriet
- 1962: Moi trzej synowie
- 1963: Prawo Burke’a
- 1966: The Man from U.N.C.L.E.
- 1967: Star Trek
- 1968: Hogan's Heroes
- 1968: Kraina gigantów
- 1971: McMillan i jego żona
- 1992: Melrose Place
- 2006: Star Trek